# Persone di cognome Montanari
| Questa pagina contiene informazioni ricavate automaticamente dalle voci biografiche con l'ausilio del template Bio e di un bot. L'aggiornamento è periodico e automatico e ricostruisce completamente la pagina. Se manca una persona in questa lista, sei pregato di non aggiungerla, ma accertati piuttosto che la sua voce biografica contenga il template Bio e che i dati anagrafici siano correttamente compilati. Se il template Bio manca, inseriscilo tu stesso o, in alternativa, metti l'avviso {{tmp\|Bio}} che ne segnala la mancanza. Se i dati riportati sono sbagliati, correggi direttamente la voce biografica; le modifiche saranno visibili in questa lista entro pochi giorni. Per chiarimenti vedi il progetto antroponimi. La lista contiene solo le 51 persone che sono citate nell'enciclopedia e per le quali è stato implementato correttamente il template Bio. Pagina aggiornata al 23 apr 2025. |

Questa è una lista di persone presenti nell'enciclopedia che hanno il cognome Montanari, suddivise per attività principale.

## Allenatori di calcio(1)
- Marcello Montanari, allenatore di calcio e ex calciatore italiano (Portoferraio, n. 1965)

## Arcivescovi cattolici(1)
- Ilson de Jesus Montanari, arcivescovo cattolico brasiliano (Sertãozinho, n. 1959)

## Artisti(1)
- Pordenone Montanari, artista italiano (Pordenone, n. 1937)

## Astronomi(1)
- Geminiano Montanari, astronomo e matematico italiano (Modena, n. 1633 - Padova, † 1687)

## Attori(1)
- Francesco Montanari, attore italiano (Roma, n. 1984)

## Attrici teatrali(1)
- Ermanna Montanari, attrice teatrale e scenografa italiana (Campiano di Ravenna, n. 1956)

## Bassisti(1)
- Piero Montanari, bassista e compositore italiano (Roma, n. 1946 - Roma, † 2023)

## Calciatori(9)
- Adile Montanari, calciatore italiano (Montecchio Emilia, n. 1924 - Montecchio Emilia, † 2015)
- Antonio Montanari, ex calciatore italiano (Roma, n. 1937)
- Ermanno Montanari, calciatore italiano (Cremona, n. 1912 - Rapallo, † 1983)
- Paolo Montanari, calciatore italiano (Reggio Emilia, n. 1944 - Reggio Emilia, † 2022)
- Raggio Montanari, calciatore italiano (Reggio nell'Emilia, n. 1912 - Milano, † 1987)
- Serafino Montanari, calciatore e allenatore di calcio italiano (Portomaggiore, n. 1921 - Ferrara, † 1988)
- Siro Montanari, calciatore italiano (Alessandria, n. 1900 - Alessandria, † 1965)
- Umberto Montanari, calciatore italiano (Alessandria, n. 1896 - Alessandria, † 1945)
- Vivante Montanari, calciatore italiano (Reggio nell'Emilia, n. 1916 - Reggio nell'Emilia, † 1988)

## Cantanti(2)
- Edda Montanari, cantante italiana (Lugo di Romagna, n. 1940)
- Michele Montanari, cantante italiano (Noci, n. 1908 - Torino, † 1995)

## Ciclisti su strada(1)
- Enea Montanari, ex ciclista su strada italiano (Masone, n. 1959)

## Diplomatici(1)
- Franco Montanari, diplomatico italiano (Vibo Valentia, n. 1905 - Venezia, † 1973)

## Dirigenti sportivi(1)
- Carlo Montanari, dirigente sportivo italiano (Forlì, n. 1923 - Bologna, † 2012)

## Divulgatori scientifici(1)
- Giacomo Montanari, divulgatore scientifico italiano (Genova, n. 1984)

## Fumettisti(1)
- Giuseppe Montanari, fumettista e illustratore italiano (San Giovanni in Persiceto, n. 1936 - † 2023)

## Generali(1)
- Carlo Montanari, generale italiano (Moncalvo, n. 1863 - Dolegna, † 1915)

## Giornalisti(1)
- Andrea Montanari, giornalista italiano (Ravenna, n. 1958)

## Grecisti(1)
- Franco Montanari, grecista e filologo classico italiano (Sannazzaro de' Burgondi, n. 1950)

## Hockeiste su ghiaccio(1)
- Debora Montanari, ex hockeista su ghiaccio italiana (Pinerolo, n. 1980)

## Letterati(1)
- Giuseppe Ignazio Montanari, letterato italiano (Bagnacavallo, n. 1801 - Osimo, † 1871)

## Militari(1)
- Umberto Montanari, militare e politico italiano (Parma, n. 1867 - Forte dei Marmi, † 1932)

## Montatori(2)
- Luca Montanari, montatore italiano (Roma, n. 1965)
- Sergio Montanari, montatore italiano (Roma, n. 1937 - Roma, † 1999)

## Partigiani(2)
- Armando Montanari, partigiano italiano (Ravenna, n. 1922 - Porto Corsini, † 1944)
- Otello Montanari, partigiano e politico italiano (Reggio Emilia, n. 1926 - Reggio Emilia, † 2018)

## Patrioti(2)
- Carlo Montanari, patriota italiano (Verona, n. 1810 - Belfiore, † 1853)
- Francesco Montanari, patriota e militare italiano (San Giacomo Roncole, n. 1822 - Vita, † 1860)

## Pianisti(1)
- Nunzio Montanari, pianista e compositore italiano (Modena, n. 1915 - Bolzano, † 1993)

## Piloti automobilistici(1)
- Christian Montanari, pilota automobilistico sammarinese (San Marino, n. 1981)

## Piloti motociclistici(1)
- Tommaso Montanari, pilota motociclistico italiano (Terni, n. 1991)

## Pittori(3)
- Dante Montanari, pittore italiano (Porto Sant'Elpidio, n. 1896 - Milano, † 1989)
- Giuseppe Montanari, pittore italiano (Osimo, n. 1889 - Varese, † 1976)
- Mino Montanari, pittore italiano (Cavriago, n. 1936 - Louhans, † 2018)

## Politici(2)
- Antonio Montanari, politico e saggista italiano (Meldola, n. 1811 - Meldola, † 1898)
- Silvano Montanari, politico italiano (Mantova, n. 1921 - † 1978)

## Scrittori(1)
- Raul Montanari, scrittore e traduttore italiano (Bergamo, n. 1959)

## Storici(1)
- Massimo Montanari, storico italiano (Imola, n. 1949)

## Storici dell'arte(1)
- Tomaso Montanari, storico dell'arte e saggista italiano (Firenze, n. 1971)

## Storici delle religioni(1)
- Enrico Montanari, storico delle religioni italiano (Roma, n. 1942)

## Traduttori(1)
- Gianni Montanari, traduttore e scrittore italiano (Piacenza, n. 1949 - Piacenza, † 2020)

## Velocisti(1)
- Wolfango Montanari, velocista italiano (Terni, n. 1931 - Terni, † 2021)

## Vescovi cattolici(1)
- Goffredo Montanari, vescovo cattolico italiano (Torino, † 1300)

## Senza attività specificata(1)
- Chiara Montanari, ingegnera italiana (Pisa, n. 1974)